# الحباب بن جزء
الحُبَاب بن جَزْء: بن عَمْرو بن عامر بن رَزَاح بن ظَفَر الأنصاريّ ثم الظفري، صحابي من الأنصار، شهد غزوة أحد وما بعدها من المشاهد، وذكره الطبري فيمن شهد غزوة بدر، بينما لم يذكره ابن إسحاق فيمن شهدها. قُتل الحباب في معركة القادسية، وقيل في معركة اليمامة. ولدَ الحُبابُ خُلَيْدَةَ وأمها ابنةُ مُدلج بن اليمان بن جابر العَبسي، وتُوفي وليس له عقِب.